# Otus insularis
Otus insularis е вид птица от семейство Совови (Strigidae). Видът е застрашен от изчезване.

## Разпространение
Видът е разпространен в Сейшелите.